# マーガレット・ケンブル・ゲイジ

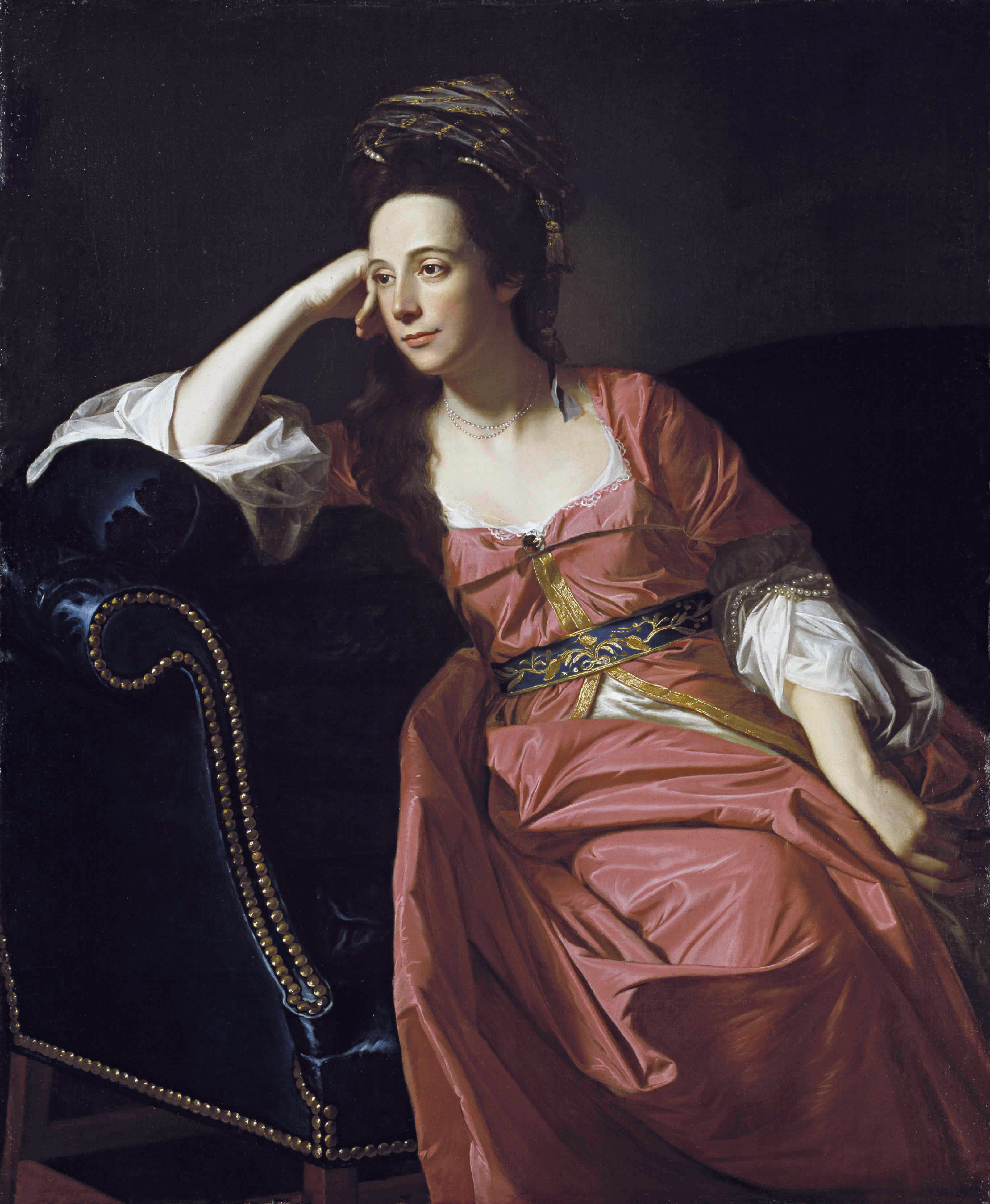
ジョン・シングルトン・コプリー作の肖像画(1771年頃)

マーガレット・ケンブル・ゲイジ（Margaret Kemble Gage、1734年 - 1824年）はトマス・ゲイジの妻。ニューブランズウィックで生まれ、イーストブランズウィックで育った。

## スパイ
歴史的資料Paul Revere's Rideは彼女がレキシントン・コンコードの戦いにおいて、夫ゲイジの襲撃に関する情報をジョセフ・ウォーレンに提供していたことを示唆している。パトリオットのスパイである文書化された証拠ないが、フィッシャーは、Paul Revere's Rideで"All of this circumstantial evidence suggests that it is highly probable, though far from certain that Dr. Warren's informer was indeed Margaret Kemble Gage - a lady of divided loyalties to both her husband and her native land"と書いている。結果、夫の命令で1975年夏にイングランドに送られた。

## 家族
ニューヨーク市長ステファヌス・ヴァン・コートランドの曾孫である。裕福なニュージャージー州の実業家かつ政治家ピーター・ケンブル、ガートルード・ベイヤード夫妻の娘で、1758年12月8日にトーマスと結婚した。11人の子供がおり、1761年に長男ヘンリー・ゲイジが生まれた。娘シャルロット・マーガレット・ゲージはチャールズ・オーグルと結婚した。
兄弟のスティーブン・ケンブルはアメリカ独立戦争でイギリス軍中佐を務めた。